# Коноп
Коноп (рум. Conop) — село у повіті Арад в Румунії. Адміністративний центр комуни Коноп.
Село розташоване на відстані 378 км на північний захід від Бухареста, 43 км на схід від Арада, 62 км на північний схід від Тімішоари.

## Населення
За даними перепису населення 2002 року у селі проживали 584 особи, з них 577 осіб (98,8%) румунів. Рідною мовою 581 особа (99,5%) назвала румунську.